# Manchita
Manchita est une commune et une localité espagnole située en Estrémadure dans la province de Badajoz.

## Situation
Située à 336 m d'altitude entre Guareña et Oliva de Mérida, Manchita dépend du district judiciaire de Don Benito dans la comarque Vegas Altas (es).

## Population
En 2020, la commune compte 764 habitants.
C'est l'une des zones les moins habitées de la région[réf. souhaitée].

## Histoire
L'histoire de Manchita remonterait, d'après une légende analogue à celle de Guadalupe, à l'apparition de la Vierge Marie à un berger en 1450 et à la construction d'une église dédiée à María Santísima de la Mancha. L'agglomération a porté le nom de La Mancha avant d'adopter le diminutif Manchita au XVIIIe siècle en raison de sa faible population,.
Selon d'autres sources, la localité était déjà peuplée au XIIIe siècle et la légende se rapporterait à une réfection de l'église et non à la fondation de l'agglomération.
Manchita se constitue en commune constitutionnelle de la région d'Estrémadure à la chute de l'Ancien Régime (es), au début du XIXe siècle.
Elle est rattachée au district judiciaire de Don Benito depuis 1834.

## Points d'intérêts
- La chasse : Manchita est connue des amateurs de chasse pour la diversité du gibier et le vaste espace autorisé à la chasse. Les espèces chassées comprennent la perdrix, le lapin, le lièvre, le sanglier et le chevreuil[1].
- L'église paroissiale Notre-Dame-de-la-Nativité ou de l'Assomption : édifice monumental du XVIe siècle de style gothique-Renaissance[1].
- La fête patronale : du 7 au 10 décembre.